# Dyan Cannon
Dyan Cannon, nascida Samille Diane Friesen (Tacoma, 4 de janeiro de 1937), é uma atriz, diretora, roteirista, produtora e editora americana. Ela foi indicada para três prêmios da Academia.

## Filmografia
| Ano       | Título                            | Personagem              |
| --------- | --------------------------------- | ----------------------- |
| 1960      | The Rise and Fall of Legs Diamond | Dixie                   |
| 1960      | This Rebel Breed                  | Wiggles                 |
| 1969      | Bob & Carol & Ted & Alice         | Alice Henderson         |
| 1971      | Doctors' Wives                    | Lorrie Dellman          |
| 1971      | The Anderson Tapes                | Ingrid                  |
| 1971      | The Love Machine                  | Judith Austin           |
| 1971      | The Burglars                      | Lena                    |
| 1971      | Such Good Friends                 | Julie Messinger         |
| 1973      | Shamus                            | Alexis Montaigne        |
| 1973      | The Last of Sheila                | Christine               |
| 1974      | Child Under a Leaf                | Domino                  |
| 1974      | Virginia Hill                     | Virginia Hill           |
| 1976      | Number One                        | Matt's mother           |
| 1978      | Heaven Can Wait                   | Julia Farnsworth        |
| 1978      | Revenge of the Pink Panther       | Simone Legree           |
| 1978      | Lady of the House                 | Sally Stanford          |
| 1980      | Honeysuckle Rose                  | Viv Bonham              |
| 1980      | Coast to Coast                    | Madie Levrington        |
| 1982      | Deathtrap                         | Myra Bruhl              |
| 1982      | Author! Author!                   | Alice Detroit           |
| 1984      | Master of the Game                | Kate McGregor-Blackwell |
| 1985      | Jenny's War                       | Jenny Baines            |
| 1988      | Rock & Roll Mom                   | Annie Hackett           |
| 1988      | She's Having a Baby               | Ela mesma               |
| 1988      | Caddyshack II                     | Elizabeth Pearce        |
| 1990      | The End of Innocence              | Stephanie               |
| 1991      | Jailbirds                         | Rosie LaCroix           |
| 1992      | Christmas in Connecticut          | Elizabeth Blane         |
| 1993      | The Pickle                        | Ellen Stone             |
| 1996      | The Rockford Files                | Jess Wilding            |
| 1997      | Allie & Me                        | Karen Schneider         |
| 1997      | That Darn Cat                     | Mrs. Flint              |
| 1997      | 8 Heads in a Duffel Bag           | Annette Bennett         |
| 1997      | Out to Sea                        | Liz LaBreche            |
| 1997–2000 | Ally McBeal                       | Jennifer 'Whipper' Cone |
| 1998      | The Sender                        | Gina Fairfax            |
| 1998      | Diamond Girl                      | Abby Montana            |
| 1999      | Kiss of a Stranger                | Leslie                  |
| 2001      | Three Sisters                     | Honey Bernstein-Flynn   |
| 2003      | Kangaroo Jack                     | Anna Carbone            |
| 2004      | After the Sunset                  | Ela mesma               |
| 2005      | Boynton Beach Club                | Lois                    |
| 2008      | A Kiss at Midnight                | Kay Flowers             |
| 2020      | Thomas & Friends                  | Molly                   |